# Лупачук, Росс
Росс Лупачук (англ. Ross Lupaschuk; род. 19 января 1981, Эдмонтон, Альберта) — канадский хоккеист, защитник.

## Биография
Росс Лупачук начал заниматься хоккеем в юниорских лигах своей родной провинции Альберта. В 1997 году на него обратили внимание в Западной хоккейной лиге (WHL) в команде «Летбридж Харрикейнз». В сезоне 1997/1998 Лупачук закрепился в клубе «Принс-Альберт Рэйдер», где он являлся игроком основного состава и откуда попал на Драфт НХЛ — 1999 года, где был выбрал клубом «Вашингтон Кэпиталз» во втором раунде. В сезоне 2000/2001 в составе клуба «Ред-Дир Ребелз» Лупачук завоевал главный трофей лиги WHL — Кубок Эда Чиновета, а также стал обладателем Мемориального кубка.
В 2001 году права на хоккеиста перешли в клуб НХЛ «Питтсбург Пингвинз», в системе которого Лупачук выступал на протяжении трёх сезонов в составе фарм-клуба «Уилкс-Барре/Скрэнтон Пингвинз». В сезоне НХЛ 2002/03 в декабре провёл три матча за «Пингвинз». Эти три матча стали единственными в карьере хоккеиста на уровне НХЛ. В АХЛ за три сезона провёл 288 матчей, в которых забросил 42 шайбы и отдал 78 результативных передач.
Летом 2006 года Лупачук переехал в Европу, заключив контракт со шведским клубом «Мура», в составе которого по итогам сезона стал лучшим забивным игроком лиги, а также лучшим ассистентом, набрав 31 балл. Сезон 2006/07 Лупачук начал в «Мальмё Редхокс», однако по ходу сезона переехал в чемпионат Финляндии, где в составе клуба «Кярпят» завоевал золото SM-лиги, став лучшим ассистентом и набрав больше всех очков по итогам плей-офф.
В 2007 году Росс Лупачук перебрался в Россию, где стал выступать в составе омского «Авангарда» на уровне Суперлиги. За сезон он забросил 9 шайб и сделал 14 передач, обойдя многих нападающих в списке бомбардиров. В сезоне 2008/09 дебютировал в новообразованной Континентальной хоккейной лиге в составе новосибирского клуба «Сибирь», за который сыграл в 21-м матче и в декабре 2008 года покинул Россию.
Сезон 2009/10 Лупачук начал в шведской «Муре», однако, по ходу сезона вновь перебрался в SM-лигу, где заканчивал сезон в составе клуба ХИФК. Далее выступал за немецкий «Кёльнер Хайе», австрийскую «Вена Кэпиталз», финский «Йокерит», с которым стал бронзовым призёром чемпионата в сезоне 2011/12 и австрийский «ХК Зальцбург». По окончании сезона 2012/2013 Лупачук завершил карьеру, однако, с 2014 по 2016 год периодически продолжал играть в составе полупрофессиональных канадских клубов. С 2017 по 2018 год Лупачук был заявлен в тренерский штаб такого клуба — «Стони Плейн Иглз», где исполнял обязанности ассистента менеджера.

## Достижения
- Обладатель кубка им. Эда Чиновета по итогам сезона 2000/2001, в составе команды «Ред-Дир Ребелз»
- Обладатель Мемориального кубка по итогам сезона 2000/2001, в составе команды «Ред-Дир Ребелз»
- Чемпион финской SM-лиги сезона 2006/2007 в составе команды «Кярпят»
- Бронзовый призёр финской SM-лиги сезона 2011/2012 в составе команды «Йокерит»